# NGC 12
NGC 12 è una galassia a spirale di magnitudine 13,8 visibile nella costellazione dei Pesci e distante circa 49,6 Mpc (162 milioni di anni luce) dalla Terra.
Fu scoperta da William Herschel nel 1790 con il suo telescopio riflettore di 18,7 pollici.

## Caratteristiche
NGC 12 è una galassia spirale poco appariscente, con una magnitudine visuale di 13,8 e di piccole dimensioni apparenti (1,7 × 1,5 arcominuti). Secondo il sistema di classificazione di Hubble rivisto da de Vaucouleur, NGC 12 viene classificata come una spirale di tipo SAB(rs)c, ovvero una spirale che si colloca a metà strada fra le galassie con barra e senza barra (SAB), che presenta caratteristiche comuni sia alle galassie con anello centrale che con bracci a forma di s (rs) e in cui il contributo del disco è preponderante rispetto a quello del nucleo (c, ovvero late type galaxy).
La distanza di NGC 12 dalla Terra, calcolata misurando lo spostamento verso il rosso delle righe del suo spettro e usando la legge di Hubble, risulta essere di circa 49,6 Mpc (162 milioni di anni luce).

### Libri
- (EN) C.J. Lada e N.D. Kylafits, The Origin of Stars and Planetary Systems, Kluwer Academic Publishers, 1999, ISBN 0-7923-5909-7.
- A. De Blasi, Le stelle: nascita, evoluzione e morte, Bologna, CLUEB, 2002, ISBN 88-491-1832-5.

### Carte celesti
- Tirion, Rappaport, Lovi, Uranometria 2000.0 - Volume I & II, Richmond, Virginia, USA, Willmann-Bell, inc., 1987, ISBN 0-943396-15-8.
- Tirion, Sinnott, Sky Atlas 2000.0 - Second Edition, Cambridge, USA, Cambridge University Press, 1998, ISBN 0-933346-90-5.
- Tirion, The Cambridge Star Atlas 2000.0, 3ª ed., Cambridge, USA, Cambridge University Press, 2001, ISBN 0-521-80084-6.